# Llista de jugadors número 1 del rànquing de dobles ATP
La llista de jugadors número 1 del rànquing de dobles ATP és una llista de tennistes número 1 de l'Associació de Tennistes Professionals (ATP). Mostra aquells jugadors que han esdevingut número 1 del món en categoria de dobles masculins.
El rànquing està basat en els resultats obtinguts pels jugadors durant el darrer any (52 setmanes) a partir dels punts obtinguts en els diferents torneigs. La quantitat de punts es basa en la ronda a la qual s'accedeix i també per la categoria del torneig. El sistema actual de rànquing es va establir el 23 d'agost de 1973 i s'actualitza a l'inici de cada setmana.

## Llista de jugadors número 1

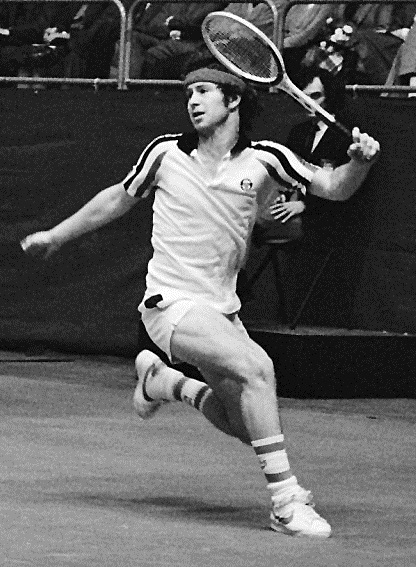
John McEnroe a Rotterdam (1979). Té el rècord de més setmanes consecutives en solitari al número 1.

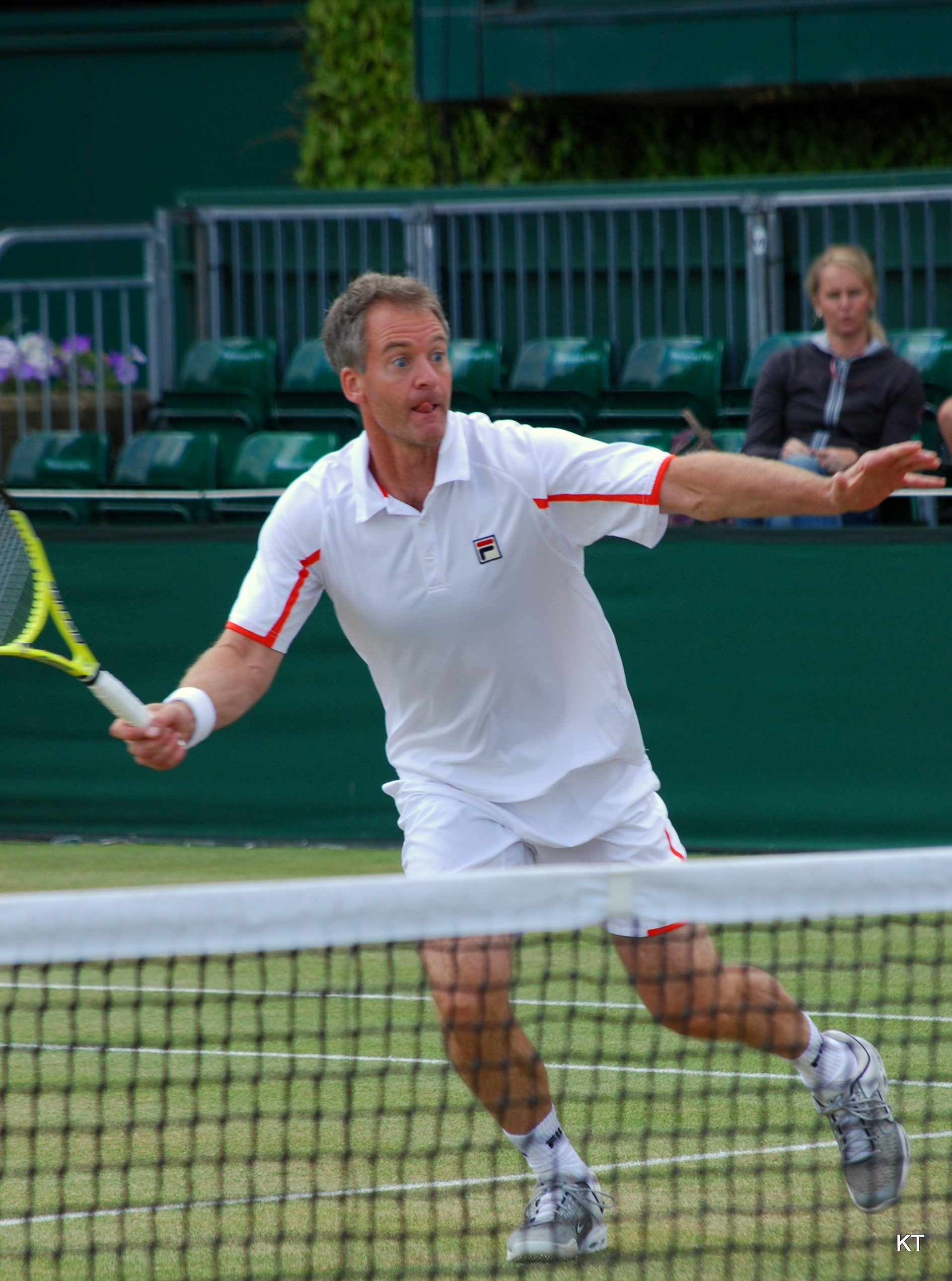
Anders Jarryd en un partit d'exhibició ja retirat (2011)

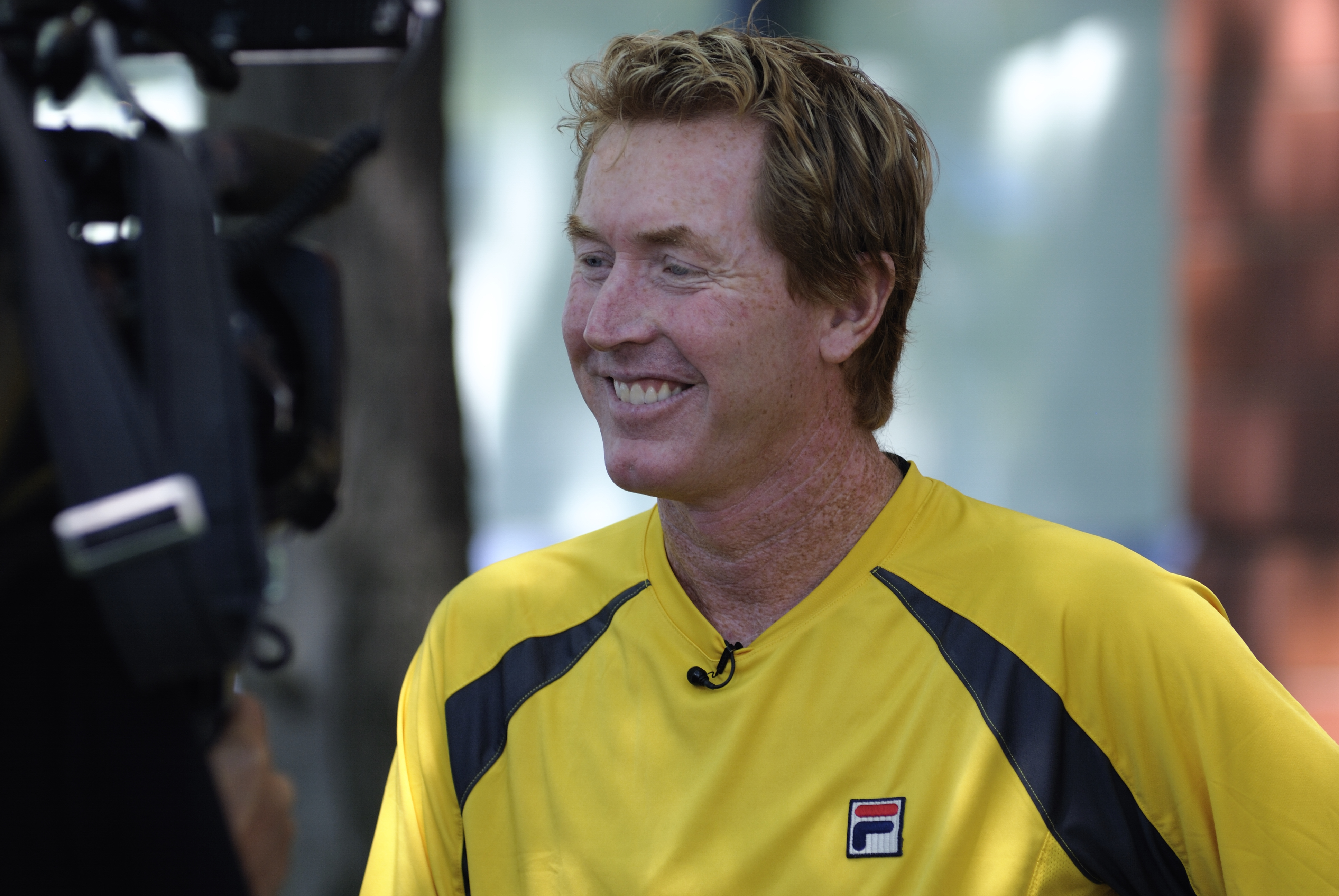
Mark Woodforde en un partit d'exhibició ja retirat (2011)

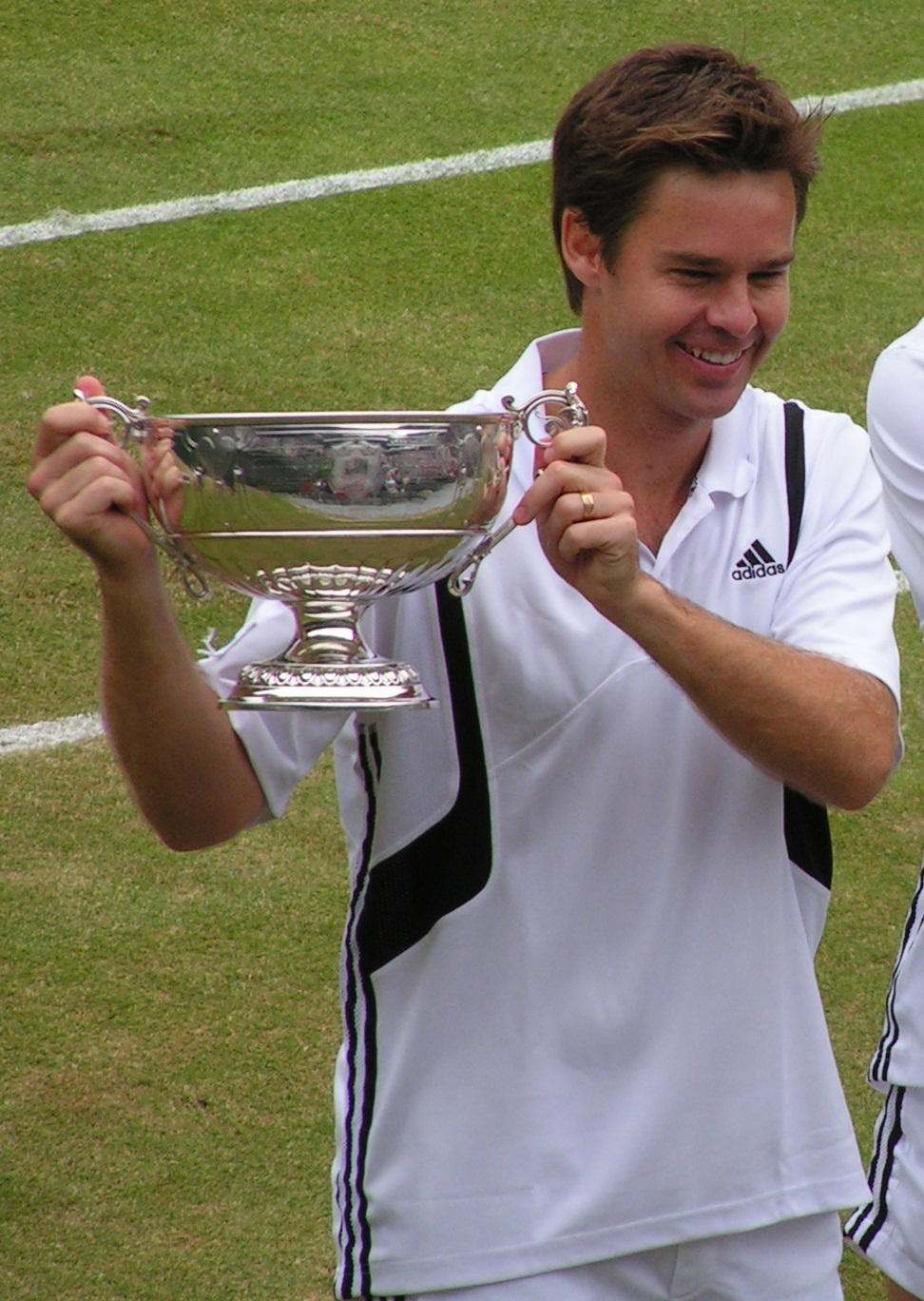
Todd Woodbridge a Wimbledon (2004). Té el rècord de més setmanes consecutives al número 1.

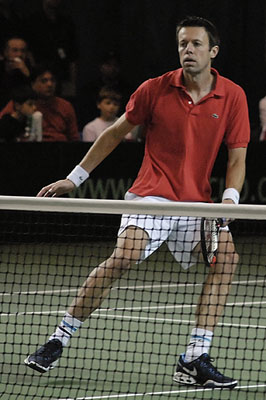
Daniel Nestor a la Copa Davis (2009)

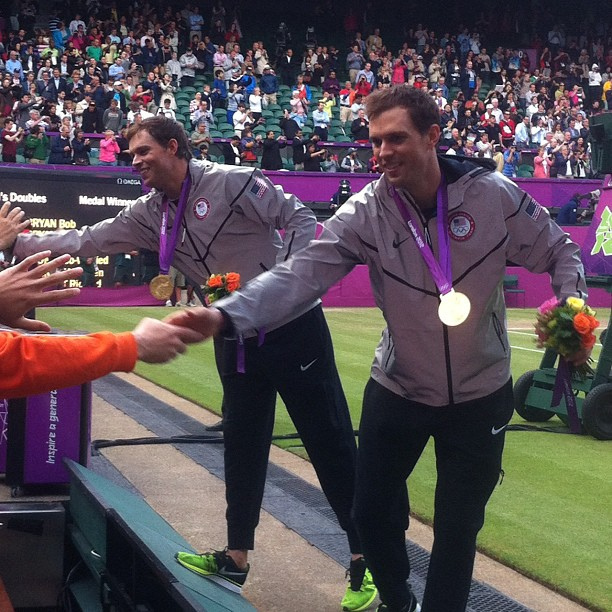
Els germans Bob i Mike Bryan a Londres (2012). Mike té el rècord de més setmanes al número 1.

| Núm.                  | País                     | Jugador                  | Data inicial           | Data final             | Setmanes      | Acumulat |
| --------------------- | ------------------------ | ------------------------ | ---------------------- | ---------------------- | ------------- | -------- |
| 1                     | RSA                      | Bob Hewitt               | 1 de març de 1976      | 11 d'abril de 1976     | 6             | 6        |
| 2                     | MEX                      | Raúl Ramírez             | 12 d'abril de 1976     | 24 d'abril de 1977     | 54            | 54       |
| 3                     | RSA                      | Frew McMillan            | 22 d'abril de 1977     | 22 de maig de 1977     | 4             | 4        |
|                       | MEX                      | Raúl Ramírez (2)         | 23 de maig de 1977     | 3 de juliol de 1977    | 6             | 60       |
| RSA                   | Frew McMillan (2)        | 4 de juliol de 1977      | 10 de juliol de 1977   | 1                      | 5             |          |
| MEX                   | Raúl Ramírez (3)         | 11 de juliol de 1977     | 24 de juliol de 1977   | 2                      | 62            |          |
| RSA                   | Frew McMillan (3)        | 25 de juliol de 1977     | 4 de febrer de 1977    | 80                     | 85            |          |
| 4                     | NED                      | Tom Okker                | 5 de febrer de 1979    | 22 d'abril de 1979     | 11            | 11       |
| 5                     | EUA                      | John McEnroe             | 23 d'abril de 1979     | 1 de març de 1981      | 97            | 97       |
| 6                     | USA                      | Stan Smith               | 2 de març de 1981      | 26 d'abril de 1981     | 8             | 8        |
|                       | USA                      | John McEnroe (2)         | 27 d'abril de 1981     | 24 d'abril de 1981     | 4             | 101      |
| 7                     | AUS                      | Paul McNamee             | 25 de maig de 1981     | 14 de juny de 1981     | 3             | 3        |
|                       | USA                      | John McEnroe (3)         | 15 de juny de 1981     | 31 de gener de 1982    | 33            | 134      |
| 8                     | USA                      | Peter Fleming            | 1 de febrer de 1982    | 22 de febrer de 1982   | 3             | 3        |
|                       | USA                      | John McEnroe (4)         | 22 de febrer de 1982   | 18 de març de 1984     | 108           | 242      |
| USA                   | Peter Fleming (2)        | 19 de març de 1984       | 25 de març de 1984     | 1                      | 4             |          |
| USA                   | John McEnroe (5)         | 26 de març de 1984       | 10 de juny de 1984     | 11                     | 253           |          |
| USA                   | Peter Fleming (3)        | 11 de juny de 1984       | 5 d'agost de 1984      | 5                      | 12            |          |
| USA                   | John McEnroe (6)         | 6 d'agost de 1984        | 12 d'agost de 1984     | 1                      | 254           |          |
| USA                   | Peter Fleming (4)        | 13 d'agost de 1984       | 16 de setembre de 1984 | 5                      | 17            |          |
| USA                   | John McEnroe (7)         | 17 de setembre de 1984   | 16 de desembre de 1984 | 13                     | 267           |          |
| 9                     | TCH                      | Tomáš Šmíd               | 17 de desembre de 1984 | 11 d'agost de 1985     | 34            | 34       |
| 10                    | SWE                      | Anders Järryd            | 12 d'agost de 1985     | 8 de setembre de 1985  | 4             | 4        |
| 11                    | USA                      | Robert Seguso            | 9 de setembre de 1985  | 15 de setembre de 1985 | 1             | 1        |
|                       | SWE                      | Anders Järryd (2)        | 16 de setembre de 1985 | 29 de setembre de 1985 | 2             | 6        |
| USA                   | Robert Seguso (2)        | 30 de setembre de 1985   | 13 d'octubre de 1985   | 2                      | 3             |          |
| 12                    | USA                      | Ken Flach                | 14 d'octubre de 1985   | 20 d'octubre de 1985   | 1             | 1        |
|                       | USA                      | Robert Seguso (3)        | 21 d'octubre de 1985   | 15 de desembre de 1985 | 8             | 11       |
| USA                   | Ken Flach (2)            | 16 de desembre de 1985   | 22 de desembre de 1985 | 1                      | 2             |          |
| USA                   | Robert Seguso (4)        | 23 de desembre de 1985   | 2 de febrer de 1986    | 6                      | 17            |          |
| SWE                   | Anders Järryd (3)        | 3 de febrer de 1986      | 9 de febrer de 1986    | 1                      | 7             |          |
| USA                   | Robert Seguso (5)        | 10 de febrer de 1986     | 23 de febrer de 1986   | 2                      | 19            |          |
| SWE                   | Anders Järryd (4)        | 24 de febrer de 1986     | 16 de març de 1986     | 3                      | 10            |          |
| USA                   | Robert Seguso (6)        | 17 de març de 1986       | 23 de març de 1986     | 1                      | 20            |          |
| SWE                   | Anders Järryd (5)        | 24 de març de 1986       | 30 de març de 1986     | 1                      | 11            |          |
| USA                   | Robert Seguso (7)        | 31 de març de 1986       | 18 de maig de 1986     | 7                      | 27            |          |
| USA                   | Ken Flach (3)            | 19 de maig de 1986       | 8 de juny de 1986      | 3                      | 5             |          |
| 13                    | SWE                      | Stefan Edberg            | 9 de juny de 1986      | 24 d'agost de 1986     | 11            | 11       |
| 14                    | FRA                      | Yannick Noah             | 25 d'agost de 1986     | 7 de setembre de 1986  | 2             | 2        |
| 15                    | YUG                      | Slobodan Živojinović     | 8 de setembre de 1986  | 14 de setembre de 1986 | 1             | 1        |
| 16                    | ECU                      | Andrés Gómez             | 15 de setembre de 1986 | 21 de setembre de 1986 | 1             | 1        |
|                       | YUG                      | Slobodan Živojinović (2) | 22 de setembre de 1986 | 19 d'octubre de 1986   | 4             | 5        |
| ECU                   | Andrés Gómez (2)         | 20 d'octubre de 1986     | 9 de novembre de 1986  | 3                      | 4             |          |
| YUG                   | Slobodan Živojinović (3) | 10 de novembre de 1986   | 23 de novembre de 1986 | 2                      | 7             |          |
| ECU                   | Andrés Gómez (3)         | 24 de novembre de 1986   | 25 de gener de 1987    | 9                      | 13            |          |
| SWE                   | Stefan Edberg (2)        | 26 de gener de 1987      | 22 de febrer de 1987   | 4                      | 15            |          |
| FRA                   | Yannick Noah (2)         | 23 de febrer de 1987     | 19 d'abril de 1987     | 8                      | 10            |          |
| SWE                   | Anders Järryd (6)        | 20 d'abril de 1987       | 10 de maig de 1987     | 3                      | 14            |          |
| FRA                   | Yannick Noah (3)         | 11 de maig de 1987       | 5 de juliol de 1987    | 8                      | 18            |          |
| SWE                   | Anders Järryd (7)        | 6 de juliol de 1987      | 9 d'agost de 1987      | 5                      | 19            |          |
| USA                   | Robert Seguso (8)        | 10 d'agost de 1987       | 16 d'agost de 1987     | 1                      | 28            |          |
| FRA                   | Yannick Noah (4)         | 17 d'agost de 1987       | 23 d'agost de 1987     | 1                      | 19            |          |
| USA                   | Robert Seguso (9)        | 24 d'agost de 1987       | 27 de març de 1988     | 31                     | 59            |          |
| SWE                   | Anders Järryd (8)        | 28 de març de 1988       | 17 d'abril de 1988     | 3                      | 22            |          |
| USA                   | Robert Seguso (10)       | 18 d'abril de 1988       | 8 de maig de 1988      | 3                      | 62            |          |
| SWE                   | Anders Järryd (9)        | 9 de maig de 1988        | 2 d'abril de 1989      | 47                     | 69            |          |
| 17                    | ESP                      | Emilio Sánchez           | 3 d'abril de 1989      | 16 d'abril de 1989     | 2             | 2        |
|                       | SWE                      | Anders Järryd (10)       | 17 d'abril de 1989     | 14 de maig de 1989     | 4             | 73       |
| ESP                   | Emilio Sánchez (2)       | 15 de maig de 1989       | 11 de juny de 1989     | 4                      | 6             |          |
| 18                    | USA                      | Jim Grabb                | 12 de juny de 1989     | 18 de juny de 1989     | 1             | 1        |
| 19                    | USA                      | Jim Pugh                 | 19 de juny de 1989     | 10 de setembre de 1989 | 12            | 12       |
|                       | USA                      | John McEnroe (8)         | 11 de setembre de 1989 | 24 de setembre de 1989 | 2             | 269      |
| SWE                   | Anders Järryd (11)       | 25 de setembre de 1989   | 28 de gener de 1990    | 18                     | 91            |          |
| 20                    | RSA                      | Danie Visser             | 29 de gener de 1990    | 25 de març de 1990     | 8             | 8        |
| 21                    | USA                      | Rick Leach               | 26 de març de 1990     | 27 de maig de 1990     | 9             | 9        |
|                       | USA                      | Jim Pugh (2)             | 28 de maig de 1990     | 22 de juliol de 1990   | 8             | 20       |
| 22                    | RSA                      | Pieter Aldrich           | 23 de juliol de 1990   | 12 d'agost de 1990     | 3             | 3        |
|                       | RSA                      | Danie Visser (2)         | 23 de juliol de 1990   | 12 d'agost de 1990     | 3             | 11       |
| USA                   | Jim Pugh (3)             | 13 d'agost de 1990       | 9 de setembre de 1990  | 4                      | 24            |          |
| RSA                   | Pieter Aldrich (2)       | 10 de setembre de 1990   | 4 de novembre de 1990  | 8                      | 11            |          |
| RSA                   | Danie Visser (3)         | 10 de setembre de 1990   | 4 de novembre de 1990  | 8                      | 19            |          |
| USA                   | Jim Pugh (4)             | 5 de novembre de 1990    | 11 de novembre de 1990 | 1                      | 25            |          |
| RSA                   | Pieter Aldrich (3)       | 12 de novembre de 1990   | 18 de novembre de 1990 | 1                      | 12            |          |
| RSA                   | Danie Visser (4)         | 12 de novembre de 1990   | 18 de novembre de 1990 | 1                      | 20            |          |
| USA                   | Jim Pugh (5)             | 19 de novembre de 1990   | 25 de novembre de 1990 | 1                      | 26            |          |
| RSA                   | Pieter Aldrich (4)       | 26 de novembre de 1990   | 13 de gener de 1991    | 7                      | 19            |          |
| RSA                   | Danie Visser (5)         | 26 de novembre de 1990   | 13 de gener de 1991    | 7                      | 27            |          |
| 23                    | USA                      | David Pate               | 14 de gener de 1991    | 7 de juliol de 1991    | 25            | 25       |
| 24                    | AUS                      | John Fitzgerald          | 8 de juliol de 1991    | 23 de febrer de 1992   | 33            | 33       |
|                       | SWE                      | Anders Järryd (12)       | 24 de febrer de 1992   | 1 de març de 1992      | 1             | 92       |
| AUS                   | John Fitzgerald (2)      | 2 de març de 1992        | 8 de març de 1992      | 1                      | 34            |          |
| SWE                   | Anders Järryd (13)       | 9 de març de 1992        | 3 de maig de 1992      | 8                      | 100           |          |
| AUS                   | John Fitzgerald (3)      | 4 de maig de 1992        | 14 de juny de 1992     | 6                      | 40            |          |
| SWE                   | Anders Järryd (14)       | 15 de juny de 1992       | 5 de juliol de 1992    | 3                      | 103           |          |
| 25                    | AUS                      | Todd Woodbridge          | 6 de juliol de 1992    | 19 de juliol de 1992   | 2             | 2        |
|                       | SWE                      | Anders Järryd (15)       | 20 de juliol de 1992   | 16 d'agost de 1992     | 4             | 107      |
| AUS                   | Todd Woodbridge (2)      | 17 d'agost de 1992       | 13 de setembre de 1992 | 4                      | 6             |          |
| USA                   | Jim Grabb (2)            | 14 de setembre de 1992   | 11 d'octubre de 1992   | 4                      | 5             |          |
| 26                    | USA                      | Kelly Jones              | 12 d'octubre de 1992   | 18 d'octubre de 1992   | 1             | 1        |
|                       | USA                      | Jim Grabb (3)            | 19 d'octubre de 1992   | 1 de novembre de 1992  | 2             | 7        |
| AUS                   | Todd Woodbridge (3)      | 2 de novembre de 1992    | 15 de novembre de 1992 | 2                      | 8             |          |
| 27                    | AUS                      | Mark Woodforde           | 16 de novembre de 1992 | 31 de gener de 1993    | 11            | 11       |
| 28                    | USA                      | Richey Reneberg          | 1 de febrer de 1993    | 7 de març de 1993      | 5             | 5        |
|                       | USA                      | Jim Grabb (4)            | 8 de març de 1993      | 18 d'abril de 1993     | 6             | 13       |
| USA                   | Richey Reneberg (2)      | 19 d'abril de 1993       | 13 de juny de 1993     | 8                      | 13            |          |
| AUS                   | Todd Woodbridge (4)      | 14 de juny de 1993       | 17 d'octubre de 1993   | 18                     | 26            |          |
| 29                    | USA                      | Patrick Galbraith        | 18 d'octubre de 1993   | 7 de novembre de 1993  | 3             | 3        |
|                       | AUS                      | Todd Woodbridge (5)      | 8 de novembre de 1993  | 14 de novembre de 1993 | 1             | 27       |
| 30                    | CAN                      | Grant Connell            | 15 de novembre de 1993 | 30 de gener de 1994    | 11            | 11       |
| 31                    | NED                      | Paul Haarhuis            | 31 de gener de 1994    | 13 de febrer de 1994   | 2             | 2        |
| 32                    | ZIM                      | Byron Black              | 14 de febrer de 1994   | 20 de febrer de 1994   | 1             | 1        |
|                       | NED                      | Paul Haarhuis (2)        | 21 de febrer de 1994   | 6 de març de 1994      | 2             | 4        |
| CAN                   | Grant Connell (2)        | 7 de març de 1994        | 20 de març de 1994     | 2                      | 13            |          |
| NED                   | Paul Haarhuis (3)        | 21 de març de 1994       | 8 de maig de 1994      | 7                      | 11            |          |
| CAN                   | Grant Connell (3)        | 9 de maig de 1994        | 5 de juny de 1994      | 4                      | 17            |          |
| ZIM                   | Byron Black (2)          | 6 de juny de 1994        | 24 de juliol de 1994   | 7                      | 8             |          |
| USA                   | Patrick Galbraith (2)    | 25 de juliol de 1994     | 31 de juliol de 1994   | 1                      | 4             |          |
| 33                    | USA                      | Jonathan Stark           | 1 d'agost de 1994      | 11 de setembre de 1994 | 6             | 6        |
|                       | NED                      | Paul Haarhuis (4)        | 12 de setembre de 1994 | 15 de gener de 1995    | 18            | 29       |
| NED                   | Paul Haarhuis (4)        | 16 de gener de 1995      | 12 de febrer de 1995   | 4                      | 33            |          |
| 34                    | NED                      | 16 de gener de 1995      | 12 de febrer de 1995   | 4                      | Jacco Eltingh | 4        |
|                       | NED                      | Paul Haarhuis (4)        | 13 de febrer de 1995   | 2 d'abril de 1995      | 7             | 40       |
| AUS                   | Mark Woodforde (2)       | 3 d'abril de 1995        | 11 de juny de 1995     | 10                     | 21            |          |
| NED                   | Paul Haarhuis (5)        | 12 de juny de 1995       | 10 de setembre de 1995 | 13                     | 53            |          |
| NED                   | Jacco Eltingh (2)        | 12 de juny de 1995       | 10 de setembre de 1995 | 13                     | 17            |          |
| AUS                   | Todd Woodbridge (6)      | 11 de setembre de 1995   | 29 d'octubre de 1995   | 7                      | 34            |          |
| NED                   | Paul Haarhuis (6)        | 30 d'octubre de 1995     | 5 de novembre de 1995  | 1                      | 54            |          |
| NED                   | Jacco Eltingh (3)        | 30 d'octubre de 1995     | 5 de novembre de 1995  | 1                      | 18            |          |
| AUS                   | Todd Woodbridge (7)      | 6 de novembre de 1995    | 13 d'octubre de 1996   | 49                     | 83            |          |
| AUS                   | Todd Woodbridge (7)      | 14 d'octubre de 1996     | 12 d'octubre de 1997   | 52                     | 135           |          |
| AUS                   | Mark Woodforde (3)       | 14 d'octubre de 1996     | 12 d'octubre de 1997   | 52                     | 73            |          |
| AUS                   | Todd Woodbridge (7)      | 13 d'octubre de 1997     | 29 de març de 1998     | 24                     | 159           |          |
| NED                   | Jacco Eltingh (4)        | 30 de març de 1998       | 31 de gener de 1999    | 44                     | 62            |          |
| NED                   | Paul Haarhuis (7)        | 1 de febrer de 1999      | 25 d'abril de 1999     | 12                     | 66            |          |
| 35                    | IND                      | Mahesh Bhupathi          | 26 d'abril de 1999     | 9 de maig de 1999      | 2             | 2        |
|                       | NED                      | Paul Haarhuis (8)        | 10 de maig de 1999     | 6 de juny de 1999      | 4             | 70       |
| IND                   | Mahesh Bhupathi (2)      | 7 de juny de 1999        | 20 de juny de 1999     | 2                      | 4             |          |
| 36                    | IND                      | Leander Paes             | 21 de juny de 1999     | 19 de març de 2000     | 39            | 39       |
| 37                    | USA                      | Jared Palmer             | 20 de març de 2000     | 7 de maig de 2000      | 7             | 7        |
| 38                    | USA                      | Alex O'Brien             | 8 de maig de 2000      | 11 de juny de 2000     | 5             | 5        |
|                       | AUS                      | Todd Woodbridge (8)      | 12 de juny de 2000     | 29 d'octubre de 2000   | 20            | 179      |
| AUS                   | Mark Woodforde (4)       | 30 d'octubre de 2000     | 7 de gener de 2001     | 10                     | 83            |          |
| AUS                   | Todd Woodbridge (9)      | 8 de gener de 2001       | 8 de juliol de 2001    | 26                     | 205           |          |
| 39                    | SWE                      | Jonas Björkman           | 9 de juliol de 2001    | 27 de gener de 2002    | 29            | 29       |
| 40                    | USA                      | Donald Johnson           | 28 de gener de 2002    | 14 d'abril de 2002     | 11            | 11       |
|                       | USA                      | Jared Palmer (2)         | 15 d'abril de 2002     | 12 de maig de 2002     | 4             | 11       |
| USA                   | Donald Johnson           | 15                       | 15 d'abril de 2002     | 12 de maig de 2002     | 4             |          |
| USA                   | Jared Palmer (2)         | 13 de maig de 2002       | 19 de maig de 2002     | 1                      | 12            |          |
| USA                   | Jared Palmer (2)         | 20 de maig de 2002       | 23 de juny de 2002     | 5                      | 17            |          |
| USA                   | Donald Johnson (2)       | 20 de maig de 2002       | 23 de juny de 2002     | 5                      | 20            |          |
| 41                    | BAH                      | Mark Knowles             | 24 de juny de 2002     | 18 d'agost de 2002     | 8             | 8        |
| 42                    | CAN                      | Daniel Nestor            | 19 d'agost de 2002     | 3 de novembre de 2002  | 11            | 11       |
|                       | BAH                      | Mark Knowles (2)         | 4 de novembre de 2002  | 8 de juny de 2003      | 31            | 39       |
| 43                    | BLR                      | Max Mirnyi               | 9 de juny de 2003      | 7 de setembre de 2003  | 13            | 13       |
| 44                    | USA                      | Bob Bryan                | 8 de setembre de 2003  | 19 d'octubre de 2003   | 6             | 6        |
| 45                    | USA                      | Mike Bryan               | 8 de setembre de 2003  | 19 d'octubre de 2003   | 6             | 6        |
|                       | BLR                      | Max Mirnyi (2)           | 20 d'octubre de 2003   | 1 de febrer de 2004    | 15            | 28       |
| USA                   | Bob Bryan (2)            | 2 de febrer de 2004      | 6 de juny de 2004      | 18                     | 24            |          |
| USA                   | Mike Bryan (2)           | 2 de febrer de 2004      | 6 de juny de 2004      | 18                     | 24            |          |
| SWE                   | Jonas Björkman (2)       | 7 de juny de 2004        | 12 de setembre de 2004 | 14                     | 43            |          |
| CAN                   | Daniel Nestor (2)        | 13 de setembre de 2004   | 3 d'octubre de 2004    | 3                      | 14            |          |
| BAH                   | Mark Knowles (3)         | 4 d'octubre de 2004      | 27 de febrer de 2005   | 21                     | 60            |          |
| CAN                   | Daniel Nestor (2)        | 4 d'octubre de 2004      | 27 de febrer de 2005   | 21                     | 35            |          |
| SWE                   | Jonas Björkman (3)       | 28 de febrer de 2005     | 20 de març de 2005     | 3                      | 46            |          |
| BAH                   | Mark Knowles (4)         | 21 de març de 2005       | 24 d'abril de 2005     | 5                      | 65            |          |
| CAN                   | Daniel Nestor (3)        | 21 de març de 2005       | 24 d'abril de 2005     | 5                      | 40            |          |
| SWE                   | Jonas Björkman (4)       | 25 d'abril de 2005       | 6 de novembre de 2005  | 28                     | 74            |          |
| USA                   | Bob Bryan (3)            | 7 de novembre de 2005    | 28 de gener de 2007    | 64                     | 88            |          |
| USA                   | Mike Bryan (3)           | 7 de novembre de 2005    | 28 de gener de 2007    | 64                     | 88            |          |
| BLR                   | Max Mirnyi (3)           | 29 de gener de 2007      | 15 d'abril de 2007     | 11                     | 39            |          |
| USA                   | Bob Bryan (4)            | 16 d'abril de 2007       | 6 de juliol de 2008    | 64                     | 152           |          |
| USA                   | Mike Bryan (4)           | 16 d'abril de 2007       | 6 de juliol de 2008    | 64                     | 152           |          |
| CAN                   | Daniel Nestor (4)        | 7 de juliol de 2008      | 7 de setembre de 2008  | 9                      | 49            |          |
| USA                   | Bob Bryan (5)            | 8 de setembre de 2008    | 19 d'octubre de 2008   | 6                      | 158           |          |
| USA                   | Mike Bryan (5)           | 8 de setembre de 2008    | 19 d'octubre de 2008   | 6                      | 158           |          |
| CAN                   | Daniel Nestor (5)        | 20 d'octubre de 2008     | 2 de novembre de 2008  | 2                      | 51            |          |
| USA                   | Bob Bryan (6)            | 3 de novembre de 2008    | 16 de novembre de 2008 | 2                      | 160           |          |
| USA                   | Mike Bryan (6)           | 3 de novembre de 2008    | 16 de novembre de 2008 | 2                      | 160           |          |
| 46                    | SRB                      | Nenad Zimonjić           | 17 de novembre de 2008 | 1 de febrer de 2009    | 11            | 11       |
|                       | USA                      | Bob Bryan (7)            | 2 de febrer de 2009    | 17 de maig de 2009     | 15            | 175      |
| USA                   | Mike Bryan (7)           |                          | 2 de febrer de 2009    | 17 de maig de 2009     | 15            | 175      |
| CAN                   | Daniel Nestor (6)        | 18 de maig de 2009       | 7 de juny de 2009      | 3                      | 54            |          |
| SRB                   | Nenad Zimonjić (2)       | 18 de maig de 2009       | 7 de juny de 2009      | 3                      | 14            |          |
| USA                   | Bob Bryan (8)            | 8 de juny de 2009        | 13 de setembre de 2009 | 14                     | 189           |          |
| USA                   | Mike Bryan (8)           | 8 de juny de 2009        | 13 de setembre de 2009 | 14                     | 189           |          |
| CAN                   | Daniel Nestor (7)        | 14 de setembre de 2009   | 29 de novembre de 2009 | 11                     | 65            |          |
| SRB                   | Nenad Zimonjić (3)       | 14 de setembre de 2009   | 29 de novembre de 2009 | 11                     | 25            |          |
| USA                   | Bob Bryan (9)            | 30 de novembre de 2009   | 31 de gener de 2010    | 9                      | 198           |          |
| USA                   | Mike Bryan (9)           | 30 de novembre de 2009   | 31 de gener de 2010    | 9                      | 198           |          |
| CAN                   | Daniel Nestor (8)        | 1 de febrer de 2010      | 16 de maig de 2010     | 15                     | 80            |          |
| SRB                   | Nenad Zimonjić (4)       | 1 de febrer de 2010      | 16 de maig de 2010     | 15                     | 40            |          |
| USA                   | Bob Bryan (10)           | 17 de maig de 2010       | 6 de juny de 2010      | 3                      | 201           |          |
| USA                   | Mike Bryan (10)          | 17 de maig de 2010       | 6 de juny de 2010      | 3                      | 201           |          |
| CAN                   | Daniel Nestor (9)        | 7 de juny de 2010        | 15 d'agost de 2010     | 10                     | 90            |          |
| SRB                   | Nenad Zimonjić (5)       | 7 de juny de 2010        | 15 d'agost de 2010     | 10                     | 50            |          |
| USA                   | Bob Bryan (11)           | 16 d'agost de 2010       | 6 de maig de 2012      | 90                     | 291           |          |
| USA                   | Mike Bryan (11)          | 16 d'agost de 2010       | 6 de maig de 2012      | 90                     | 291           |          |
| CAN                   | Daniel Nestor (10)       | 7 de maig de 2012        | 9 de setembre de 2012  | 18                     | 108           |          |
| BLR                   | Max Mirnyi (4)           | 7 de maig de 2012        | 9 de setembre de 2012  | 18                     | 57            |          |
| USA                   | Bob Bryan (12)           | 10 de setembre de 2012   | 4 de novembre de 2012  | 8                      | 299           |          |
| USA                   | Mike Bryan (12)          | 10 de setembre de 2012   | 4 de novembre de 2012  | 8                      | 299           |          |
| USA                   | Mike Bryan (12)          | 5 de novembre de 2012    | 24 de febrer de 2013   | 16                     | 315           |          |
| USA                   | Bob Bryan (13)           | 25 de febrer de 2013     | 25 d'octubre de 2015   | 139                    | 438           |          |
| USA                   | Mike Bryan (12)          | 25 de febrer de 2013     | 25 d'octubre de 2015   | 139                    | 454           |          |
| USA                   | Bob Bryan (13)           | 26 d'octubre de 2015     | 1 de novembre de 2015  | 1                      | 439           |          |
| 47                    | BRA                      | Marcelo Melo             | 2 de novembre de 2015  | 3 d'abril de 2016      | 22            | 22       |
| 48                    | GBR                      | Jamie Murray             | 4 d'abril de 2016      | 8 de maig de 2016      | 5             | 5        |
|                       | BRA                      | Marcelo Melo (2)         | 9 de maig de 2016      | 5 de juny de 2016      | 4             | 26       |
| 49                    | FRA                      | Nicolas Mahut            | 6 de juny de 2016      | 12 de juny de 2016     | 1             | 1        |
|                       | GBR                      | Jamie Murray (2)         | 13 de juny de 2016     | 10 de juliol de 2016   | 4             | 9        |
| FRA                   | Nicolas Mahut (2)        | 11 de juliol de 2016     | 2 d'abril de 2017      | 38                     | 39            |          |
| 50                    | FIN                      | Henri Kontinen           | 3 d'abril de 2017      | 17 de juliol de 2017   | 15            | 15       |
|                       | BRA                      | Marcelo Melo (3)         | 17 de juliol de 2017   | 20 d'agost de 2017     | 5             | 31       |
| FIN                   | Henri Kontinen (2)       | 21 d'agost de 2017       | 5 de novembre de 2017  | 11                     | 26            |          |
| BRA                   | Marcelo Melo (4)         | 6 de novembre de 2017    | 7 de gener de 2018     | 9                      | 40            |          |
| BRA                   | Marcelo Melo (4)         | 8 de gener de 2018       | 29 d'abril de 2018     | 16                     | 56            |          |
| 51                    | POL                      | 8 de gener de 2018       | 29 d'abril de 2018     | 16                     | Łukasz Kubot  | 16       |
|                       | POL                      | Łukasz Kubot             | 30 d'abril de 2018     | 20 de maig de 2018     | 3             | 19       |
| 52                    | CRO                      | Mate Pavić               | 21 de maig de 2018     | 15 de juliol de 2018   | 8             | 8        |
|                       | USA                      | Mike Bryan (13)          | 16 de juliol de 2018   | 14 de juliol de 2019   | 52            | 506      |
| 53                    | COL                      | Juan Sebastián Cabal     | 15 de juliol de 2019   | 2 de febrer de 2020    | 29            | 29       |
| 54                    | COL                      | Robert Farah             | 15 de juliol de 2019   | 2 de febrer de 2020    | 29            | 29       |
|                       | COL                      | Robert Farah             | 3 de febrer de 2020    | 22 de març del 2020    | 7             | 36       |
| Rànquing ATP congelat | Rànquing ATP congelat    | 23 de març del 2020      | 9 d'agost del 2020     | 22                     | 22            |          |
| COL                   | Robert Farah             | 24 d'agost del 2020      | 4 d'abril de 2021      | 32                     | 68            |          |
| CRO                   | Mate Pavić (2)           | 5 d'abril de 2021        | 17 d'octubre de 2021   | 28                     | 36            |          |
| 55                    | CRO                      | Nikola Mektić            | 18 d'octubre de 2021   | 7 de novembre de 2021  | 3             | 3        |
|                       | CRO                      | Mate Pavić (3)           | 8 de novembre de 2021  | 3 d'abril de 2022      | 20            | 56       |
| 56                    | GBR                      | Joe Salisbury            | 4 d'abril de 2022      | 2 d'octubre de 2022    | 26            | 26       |
| 57                    | USA                      | Rajeev Ram               | 3 d'octubre de 2022    | 6 de novembre de 2022  | 5             | 5        |
| 58                    | NED                      | Wesley Koolhof           | 7 de novembre de 2022  | 13 de novembre de 2022 | 1             | 1        |
|                       | NED                      | Wesley Koolhof           | 14 de novembre de 2022 | 15 de gener de 2023    | 9             | 10       |
| 59                    | GBR                      | Neal Skupski             | 14 de novembre de 2022 | 15 de gener de 2023    | 9             | 9        |
|                       | USA                      | Rajeev Ram (2)           | 16 de gener de 2023    | 29 de gener de 2023    | 2             | 7        |
| NED                   | Wesley Koolhof (2)       | 30 de gener de 2023      | 19 de febrer de 2023   | 3                      | 13            |          |
| GBR                   | Neal Skupski (2)         | 30 de gener de 2023      | 19 de febrer de 2023   | 3                      | 12            |          |
| USA                   | Rajeev Ram (3)           | 20 de febrer de 2023     | 5 de març de 2023      | 2                      | 9             |          |
| NED                   | Wesley Koolhof (3)       | 6 de març de 2023        | 11 de juny de 2023     | 14                     | 27            |          |
| GBR                   | Neal Skupski (3)         | 6 de març de 2023        | 11 de juny de 2023     | 14                     | 26            |          |
| 60                    | USA                      | Austin Krajicek          | 12 de juny de 2023     | 18 de juny de 2023     | 1             | 1        |
|                       | NED                      | Wesley Koolhof (4)       | 19 de juny de 2023     | 25 de juny de 2023     | 1             | 28       |
| GBR                   | Neal Skupski (4)         | 27                       | 19 de juny de 2023     | 25 de juny de 2023     | 1             |          |
| USA                   | Austin Krajicek (2)      | 26 de juny de 2023       | 16 de juliol de 2023   | 3                      | 4             |          |
| NED                   | Wesley Koolhof (5)       | 17 de juliol de 2023     | 27 d'agost de 2023     | 6                      | 34            |          |
| GBR                   | Neal Skupski (5)         | 17 de juliol de 2023     | 27 d'agost de 2023     | 6                      | 33            |          |
| GBR                   | Neal Skupski (5)         | 28 d'agost de 2023       | 10 de setembre de 2023 | 2                      | 35            |          |
| USA                   | Austin Krajicek (3)      | 11 de setembre de 2023   | 28 de gener de 2024    | 20                     | 24            |          |
| 61                    | IND                      | Rohan Bopanna            | 29 de gener de 2024    | 25 de febrer de 2024   | 4             | 4        |
| 62                    | AUS                      | Matthew Ebden            | 26 de febrer de 2024   | 3 de març de 2024      | 1             | 1        |
|                       | IND                      | Rohan Bopanna (2)        | 4 de març de 2024      | 17 de març de 2024     | 2             | 6        |
| USA                   | Austin Krajicek (4)      | 18 de març de 2024       | 31 de març de 2024     | 2                      | 26            |          |
| IND                   | Rohan Bopanna (3)        | 1 d'abril de 2024        | 14 d'abril de 2024     | 2                      | 8             |          |
| AUS                   | Matthew Ebden (2)        | 15 d'abril de 2024       | 5 de maig de 2024      | 4                      | 4             |          |
| 63                    | ESP                      | Marcel Granollers        | 5 de maig de 2024      | 9 de juny de 2024      | 5             | 5        |
| 64                    | ARG                      | Horacio Zeballos         | 5 de maig de 2024      | 9 de juny de 2024      | 5             | 5        |
|                       | AUS                      | Matthew Ebden (3)        | 10 de juny de 2024     | 14 de juliol de 2024   | 5             | 10       |
| ESP                   | Marcel Granollers (2)    | 15 de juliol de 2024     | 10 de novembre de 2024 | 17                     | 22            |          |
| ARG                   | Horacio Zeballos (2)     | 15 de juliol de 2024     | 10 de novembre de 2024 | 17                     | 22            |          |
| 65                    | SLV                      | Marcelo Arévalo          | 11 de novembre de 2024 |                        | 1             | 1        |
|                       | CRO                      | Mate Pavić (4)           | 11 de novembre de 2024 | 57                     | 1             |          |
| Núm.                  | País                     | Jugador                  | Data inicial           | Data final             | Setmanes      | Acumulat |

## Setmanes al número 1

### Individual
| Pos. | Jugador                | Setmanes |
| ---- | ---------------------- | -------- |
| 1.   | Mike Bryan             | 506      |
| 2.   | Bob Bryan              | 439      |
| 3.   | John McEnroe           | 269      |
| 4.   | Todd Woodbridge        | 205      |
| 5.   | Daniel Nestor          | 108      |
| 6.   | Anders Järryd          | 107      |
| 7.   | Frew McMillan          | 85       |
| 8.   | Mark Woodforde         | 83       |
| 9.   | Jonas Björkman         | 74       |
| 10.  | Paul Haarhuis          | 70       |
| 11.  | Robert Farah           | 68       |
| 12.  | Raúl Ramírez           | 67       |
| 13.  | Mark Knowles           | 65       |
| 14.  | Jacco Eltingh          | 63       |
| 15.  | Robert Seguso          | 62       |
| 16.  | Max Mirnyi             | 57       |
| 16.  | Mate Pavić             | 57       |
| 17.  | Marcelo Melo           | 56       |
| 19.  | Nenad Zimonjić         | 50       |
| 20.  | John Fitzgerald        | 40       |
| 21.  | Nicolas Mahut          | 39       |
| 21.  | Leander Paes           | 39       |
| 23.  | Neal Skupski           | 35       |
| 24.  | Wesley Koolhof         | 34       |
| 24.  | Tomáš Šmíd             | 34       |
| 26.  | Juan Sebastián Cabal   | 29       |
| 27.  | Danie Visser           | 27       |
| 28.  | Henri Kontinen         | 26       |
| 28.  | Austin Krajicek        | 26       |
| 28.  | Jim Pugh               | 26       |
| 28.  | Joe Salisbury          | 26       |
| 32.  | David Pate             | 25       |
| 33.  | Marcel Granollers      | 22       |
| 33.  | Horacio Zeballos       | 22       |
| 35.  | Donald Johnson         | 20       |
| 36.  | Pieter Aldrich         | 19       |
| 36.  | Łukasz Kubot           | 19       |
| 36.  | Yannick Noah           | 19       |
| 39.  | Grant Connell          | 17       |
| 39.  | Jared Palmer           | 17       |
| 41.  | Stefan Edberg          | 15       |
| 42.  | Andrés Gómez           | 13       |
| 42.  | Jim Grabb              | 13       |
| 42.  | Richey Reneberg        | 13       |
| 45.  | Peter Fleming          | 11       |
| 45.  | Tom Okker              | 11       |
| 47.  | Matthew Ebden          | 10       |
| 48.  | Rick Leach             | 9        |
| 48.  | Jamie Murray           | 9        |
| 48.  | Rajeev Ram             | 9        |
| 51.  | Rohan Bopanna          | 8        |
| 51.  | Byron Black            | 8        |
| 51.  | Stan Smith             | 8        |
| 54.  | Slobodan Živojinović   | 7        |
| 55.  | Bob Hewitt             | 6        |
| 55.  | Emilio Sánchez Vicario | 6        |
| 55.  | Jonathan Stark         | 6        |
| 58.  | Ken Flach              | 5        |
| 58.  | Alex O'Brien           | 5        |
| 60.  | Mahesh Bhupathi        | 4        |
| 60.  | Patrick Galbraith      | 4        |
| 62.  | Paul McNamee           | 3        |
| 62.  | Nikola Mektić          | 3        |
| 64.  | Kelly Jones            | 1        |
| 64.  | Marcelo Arévalo        | 1        |

| Tennistes en actiu           |
| En negreta l'actual número 1 |

### Països
| Pos. | País           | Nombre jugadors | Total setmanes | Jugadors |
| ---- | -------------- | --------------- | -------------- | --- |
| 1.   | Estats Units   | 19              | 1.474          | John McEnroe, Stan Smith, Peter Fleming, Robert Seguso, Ken Flach, Jim Grabb, Jim Pugh, Rick Leach, David Pate, Kelly Jones, Richey Reneberg, Patrick Galbraith, Jonathan Stark, Jared Palmer, Alex O'Brien, Donald Johnson, Bob Bryan, Mike Bryan, Rajeev Ram, Austin Krajicek |
| 2.   | Austràlia      | 5               | 337            | Paul McNamee, John Fitzgerald, Todd Woodbridge, Mark Woodforde, Matthew Ebden |
| 3.   | Suècia         | 3               | 196            | Anders Järryd, Stefan Edberg, Jonas Björkman |
| 4.   | Països Baixos  | 4               | 179            | Tom Okker, Paul Haarhuis, Jacco Eltingh, Wesley Koolhof |
| 5.   | / Sud-àfrica   | 4               | 135            | Bob Hewitt, Frew McMillan, Danie Visser, Pieter Aldrich |
| 6.   | Canadà         | 2               | 125            | Grant Connell, Daniel Nestor |
| 15.  | Regne Unit     | 3               | 70             | Jamie Murray, Joe Salisbury, Neal Skupski |
| 7.   | Colòmbia       | 2               | 68             | Juan Sebastián Cabal, Robert Farah |
| 8.   | Mèxic          | 1               | 67             | Raúl Ramírez |
| 9.   | Bahames        | 1               | 65             | Mark Knowles |
| 10.  | Croàcia        | 2               | 60             | Mate Pavić, Nikola Mektić |
| 11.  | França         | 2               | 58             | Yannick Noah, Nicolas Mahut |
| 12.  | Belarús        | 1               | 57             | Max Mirnyi |
| 13.  | Brasil         | 1               | 56             | Marcelo Melo |
| 14.  | Sèrbia         | 1               | 50             | Nenad Zimonjić |
| 16.  | Índia          | 3               | 51             | Mahesh Bhupathi, Leander Paes, Rohan Bopanna |
| 17.  | Txecoslovàquia | 1               | 34             | Tomáš Šmíd |
| 18.  | Finlàndia      | 1               | 26             | Henri Kontinen |
| 19.  | Espanya        | 2               | 28             | Emilio Sánchez Vicario, Marcel Granollers |
| 20.  | Argentina      | 1               | 22             | Horacio Zeballos |
| 21.  | Polònia        | 1               | 17             | Łukasz Kubot |
| 22.  | Equador        | 1               | 13             | Andrés Gómez |
| 23.  | Zimbàbue       | 1               | 8              | Byron Black |
| 24.  | Iugoslàvia     | 1               | 7              | Slobodan Živojinović |
| 25.  | El Salvador    | 1               | 1              | Marcelo Arévalo |

- En negreta els jugadors en actiu.
- En cursiva els països desapareguts.

## Jugadors número 1 a final d'any

### Per any
| Any  | Jugador                                     | Equip                                         |
| ---- | ------------------------------------------- | --------------------------------------------- |
| 1976 | Raúl Ramírez (1)                            |                                               |
| 1977 | Frew McMillan (2)                           |                                               |
| 1978 | Frew McMillan                               |                                               |
| 1979 | John McEnroe (3)                            |                                               |
| 1980 | John McEnroe                                |                                               |
| 1981 | John McEnroe                                |                                               |
| 1982 | John McEnroe                                |                                               |
| 1983 | John McEnroe                                | Peter Fleming (1) / John McEnroe (2)          |
| 1984 | Tomáš Šmíd (4)                              | Mark Edmondson (3) / Sherwood Stewart (4)     |
| 1985 | Robert Seguso (5)                           | Ken Flach (5) / Robert Seguso (6)             |
| 1986 | Andrés Gómez (6)                            | Hans Gildemeister (7) / Andrés Gómez (8)      |
| 1987 | Robert Seguso                               | Sergi Casal (9) / Emilio Sánchez (10)         |
| 1988 | Anders Järryd (7)                           | Robert Leach (11) / Jim Pugh (12)             |
| 1989 | Anders Järryd                               | Robert Leach / Jim Pugh                       |
| 1990 | Pieter Aldrich (8) Danie Visser (9)         | Pieter Aldrich (13) / Danie Visser (14)       |
| 1991 | John Fitzgerald (10)                        | John Fitzgerald (15) / Anders Järryd (16)     |
| 1992 | Mark Woodforde (11)                         | Mark Woodforde (17) / Todd Woodbridge (18)    |
| 1993 | Grant Connell (12)                          | Grant Connell (19) / Patrick Galbraith (20)   |
| 1994 | Paul Haarhuis (13)                          | Jacco Eltingh (21) / Paul Haarhuis (22)       |
| 1995 | Todd Woodbridge (14)                        | Mark Woodforde / Todd Woodbridge              |
| 1996 | Mark Woodforde Todd Woodbridge              | Mark Woodforde / Todd Woodbridge              |
| 1997 | Todd Woodbridge                             | Mark Woodforde / Todd Woodbridge              |
| 1998 | Jacco Eltingh (15)                          | Jacco Eltingh / Paul Haarhuis                 |
| 1999 | Leander Paes (16)                           | Mahesh Bhupathi (23) / Leander Paes (24)      |
| 2000 | Mark Woodforde                              | Mark Woodforde / Todd Woodbridge              |
| 2001 | Jonas Björkman (17)                         | Jonas Björkman (25) / Todd Woodbridge         |
| 2002 | Mark Knowles (18)                           | Mark Knowles (26) / Daniel Nestor (27)        |
| 2003 | Max Mirnyi (19)                             | Bob Bryan (28) / Mike Bryan (29)              |
| 2004 | Mark Knowles Daniel Nestor (20)             | Mark Knowles / Daniel Nestor                  |
| 2005 | Bob Bryan (21) Mike Bryan (22)              | Bob Bryan / Mike Bryan                        |
| 2006 | Bob Bryan Mike Bryan                        | Bob Bryan / Mike Bryan                        |
| 2007 | Bob Bryan Mike Bryan                        | Bob Bryan / Mike Bryan                        |
| 2008 | Nenad Zimonjić (23)                         | Daniel Nestor / Nenad Zimonjić (30)           |
| 2009 | Bob Bryan Mike Bryan                        | Bob Bryan / Mike Bryan                        |
| 2010 | Bob Bryan Mike Bryan                        | Bob Bryan / Mike Bryan                        |
| 2011 | Bob Bryan Mike Bryan                        | Bob Bryan / Mike Bryan                        |
| 2012 | Mike Bryan                                  | Bob Bryan / Mike Bryan                        |
| 2013 | Mike Bryan                                  | Bob Bryan / Mike Bryan                        |
| 2013 | Bob Bryan                                   | Bob Bryan / Mike Bryan                        |
| 2014 | Bob Bryan Mike Bryan                        | Bob Bryan / Mike Bryan                        |
| 2015 | Marcelo Melo (24)                           | Jean-Julien Rojer (31) / Horia Tecau (32)     |
| 2016 | Nicolas Mahut (25)                          | Jamie Murray (33) / Bruno Soares (34)         |
| 2017 | Marcelo Melo                                | Łukasz Kubot (35) / Marcelo Melo (36)         |
| 2018 | Mike Bryan                                  | Oliver Marach (37) / Mate Pavić (38)          |
| 2019 | Juan Sebastián Cabal (26) Robert Farah (27) | Juan Sebastián Cabal (39) / Robert Farah (40) |
| 2020 | Robert Farah                                | Mate Pavić / Bruno Soares                     |
| 2021 | Mate Pavić (28)                             | Nikola Mektić (41) / Mate Pavić               |
| 2022 | Wesley Koolhof (29) Neal Skupski (30)       | Wesley Koolhof (42) / Neal Skupski (43)       |
| 2023 | Austin Krajicek (31)                        | Ivan Dodig (44) / Austin Krajicek (45)        |
| 2024 | Marcelo Arévalo (32) Mate Pavić             | Marcelo Arévalo (46) / Mate Pavić             |

| Núm. 1 totes les setmanes de l'any |

### Per freqüència
| Núm. | País | Jugador              |
| ---- | ---- | -------------------- |
| 10   | EUA  | Mike Bryan           |
| 8    | USA  | Bob Bryan            |
| 5    | USA  | John McEnroe         |
| 3    | AUS  | Todd Woodbridge      |
| 3    | AUS  | Mark Woodforde       |
| 2    | COL  | Robert Farah         |
| 2    | SWE  | Anders Järryd        |
| 2    | BAH  | Mark Knowles         |
| 2    | RSA  | Frew McMillan        |
| 2    | BRA  | Marcelo Melo         |
| 2    | CRO  | Mate Pavić           |
| 2    | USA  | Robert Seguso        |
| 1    | RSA  | Pieter Aldrich       |
| 1    | SLV  | Marcelo Arévalo      |
| 1    | SWE  | Jonas Björkman       |
| 1    | COL  | Juan Sebastián Cabal |
| 1    | CAN  | Grant Connell        |
| 1    | NED  | Jacco Eltingh        |
| 1    | AUS  | John Fitzgerald      |
| 1    | ECU  | Andrés Gómez         |
| 1    | NED  | Paul Haarhuis        |
| 1    | NED  | Wesley Koolhof       |
| 1    | EUA  | Austin Krajicek      |
| 1    | FRA  | Nicolas Mahut        |
| 1    | BLR  | Max Mirnyi           |
| 1    | CAN  | Daniel Nestor        |
| 1    | IND  | Leander Paes         |
| 1    | MEX  | Raúl Ramírez         |
| 1    | GBR  | Neal Skupski         |
| 1    | TCH  | Tomáš Šmíd           |
| 1    | RSA  | Danie Visser         |
| 1    | SRB  | Nenad Zimonjić       |

## Altres

### Jugadors número 1 sense haver guanyat un torneig de Grand Slam
| Jugador           | Data número 1          | Primera final Grand Slam  | Primer títol Grand Slam   |
| ----------------- | ---------------------- | ------------------------- | ------------------------- |
| Stefan Edberg     | 9 de juny de 1986      | US Open 1984              | Open d'Austràlia 1987 (3) |
| David Pate        | 14 de gener de 1991    | Open d'Austràlia 1991     | Open d'Austràlia 1991 (1) |
| Kelly Jones       | 12 d'octubre de 1992   | Open d'Austràlia 1992 (2) | −                         |
| Patrick Galbraith | 18 d'octubre de 1993   | Wimbledon 1993 (2)        | −                         |
| Grant Connell     | 15 de novembre de 1993 | Open d'Austràlia 1990 (4) | −                         |
| Byron Black       | 14 de febrer de 1994   | Open d'Austràlia 1994     | Roland Garros 1994 (1)    |
| Wesley Koolhof    | 7 de novembre de 2022  | US Open 2020              | Wimbledon 2023 (1)        |
| Neal Skupski      | 14 de novembre de 2022 | US Open 2022              | Wimbledon 2023 (1)        |
| Marcel Granollers | 14 de novembre de 2022 | Roland Garros 2014 (5)    | −                         |
| Horacio Zeballos  | 14 de novembre de 2022 | US Open 2019 (3)          | −                         |